# 197 Arete
Asteroidul 197 Arete a fost descoperit de astronomul Johann Palisa,  la data de 21 mai 1879, la Observatorul din Pola, azi în Croația.

## Numele asteroidului
197 Arete poartă numele reginei feaciene Arete,soția regelui Alcinous și mama prințesei Nausicaa, din mitologia greacă, citată în Odiseea lui Homer.

## Caracteristici
Asteroidul 197 Arete prezintă o orbită caracterizată de o semiaxă majoră egală cu 2,7402623 UA și de o excentricitate de 0,1601157, înclinată cu 8,79341° în raport cu ecliptica.
La fiecare 18 ani, acest asteroid se apropie de 4 Vesta la 0,04 UA. În timpul acestor întâlniri, Vesta îi provoacă o perturbare gravitațională asteroidului 197 Arete, permițând determinarea masei asteroidului Vesta, în mod direct.